# عباس أباد (غلزار بردسير)
عباس أباد (بالفارسية: عباس‌آباد) هي قرية تقع في إيران في البلدة المركزية. يقدر عدد سكانها بـ 99 نسمة .